# Kozłowo (Rosja)
Kozłowo – osiedle typu miejskiego w Rosji, w obwodzie twerskim. W 2010 roku liczyło 3884 mieszkańców.